# Vyvyan Adams
Samuel Vyvyan Trerice Adams (* 22. April 1900; † 13. August 1951; Pseudonym: „Watchman“) war ein britischer Politiker der Conservative Party.

## Leben und Tätigkeit
Adams wurde an der King’s College School sowie am King’s College der Universität Cambridge ausgebildet. Anschließend arbeitete er als Barrister.
Bei den Unterhauswahlen 1931 wurde Adams als Kandidat im Wahlkreis Leeds West ins House of Commons, das britische Parlament, gewählt, dem er anschließend bis zu den Wahlen vom Sommer 1945 vierzehn Jahre lang als Abgeordneter angehörte. Er verlor seinen Sitz im Unterhaus, als er bei der Wahl von 1945, die mit einem allgemeinen Erdrutschsieg der Labour Party endete, gegen den Labour-Kandidaten in seinem Wahlkreis, Tom Stamford, unterlag. Versuche, bei einer Nachwahl von 1947 und bei den Unterhauswahlen 1950 ins Parlament zurückzukehren, bei denen er im Wahlkreis Fulham East antrat, endeten ebenfalls mit Niederlagen. Bei den Parlamentswahlen von 1951 war Adams von der Partei bereits als Kandidat für den als sicher für die Konservativen geltenden Wahlkreis Darwen gesetzt, starb aber vor der Wahl.
Während seiner Abgeordnetenzeit fiel Adams als Gegner der Appeasement-Politik der Regierungen von Stanley Baldwin und Arthur Neville Chamberlain und als Gegner der Todesstrafe auf. So brachte er im November 1938 eine Vorlage ins Unterhaus ein, die eine probeweise Aussetzung der Todesstrafe zu Friedenszeiten für einen Zeitraum von fünf Jahren vorsah. Zur selben Zeit führte er eine ausgiebige Korrespondenz über dieses Thema mit Winston Churchill, der den damaligen Zeitpunkt für ungeeignet für eine solche Entwicklung ansah, was er mit Verweis auf die hohe Verbrechenswelle dieser Zeit und durch Verweis auf die ohnehin geringe Zahl von vollstreckten Hinrichtungen in Großbritannien (von 1929 bis 1938 war die – im europaweiten Vergleich – geringe Zahl von nur 83 Personen in Großbritannien hingerichtet worden) begründete. Adams’ Hinweis, dass selbst das rückständige Russland die Todesstrafe nach der Oktoberrevolution von 1917 zeitweise abgeschafft habe, tat Churchill mit dem Hinweis ab: “They have of course abolished the death penalty in Russia, because they prefer to toil them to death in slavery.”
Während des Zweiten Weltkriegs gehörte Adams der Duke of Cornwall’s Light Infantry an.
Adams starb 1951 beim Schwimmen in Gunwalloe Church Cove bei Helston in Cornwall.

## Familie
1925 heiratete Adams Mary Campin, mit der er mindestens eine Tochter hatte.

## Schriften
- Right Honourable Gentlemen. 1939 (unter dem Pseudonym Watchman).
- What of the Night? 1940 (unter dem Pseudonym Watchman).
- Churchill: Architect of Victory. 1940 (unter dem Pseudonym Watchman).
- A Letter to a Young Politician. 1946.
- The British Co-operative Movement. 1948.